# Escobaria missouriensis
Escobaria missouriensis ist eine Pflanzenart in der Gattung Escobaria aus der Familie der Kakteengewächse (Cactaceae). Das Artepitheton missouriensis verweist auf das Vorkommen der Art in der Nähe des Missouri River. Englische Trivialnamen sind „Missouri Pincushion“, „Cream Cactus“ und „Ball Cactus“. Escobaria missouriensis ist in Mitteleuropa winterhart.

## Beschreibung
Die vielsprossigen Pflanzen sind gewöhnlich verzweigt und bilden große Polster. Die kugeligen, dicht mit Dornen bedeckten Stämme erreichen Wuchshöhen zwischen 2,5 und 5 Zentimeter bei einem Durchmesser von 3,8 bis 10 Zentimeter. Die Warzen sind verlängert und bis zu 18 Millimeter lang. Die 10 bis 20 gelblichen Randdornen stehen sehr dicht und verdecken den Pflanzenkörper. Später vergrauen die 1 bis 2 Zentimeter langen Randdornen, Mitteldornen werden keine ausgebildet.
Die grünlich gelben bis gelb oder rosa farbenen Blüten sind 2,5 bis 6,2 Zentimeter lang und im Durchmesser. Die roten Früchte sind 1 bis 2 Zentimeter lang.

## Verbreitung, Systematik und Gefährdung
Escobaria missouriensis ist den Vereinigten Staaten in den Bundesstaaten Idaho, North Dakota, Kansas, Arizona und New Mexico sowie in Mexiko in den Bundesstaaten Coahuila und Nuevo León verbreitet.
Die Erstbeschreibung erfolgte 1818 durch Thomas Nuttall als Cactus mammillaris. Diese Beschreibung war jedoch nicht gültig (nom. illeg. ICBN-Artikel 53.1), da der Name bereits 1753 von Carl von Linné vergeben wurde. Robert Sweet gab 1826 der Art den Namen Mammillaria missouriensis. 1978 wurde die Art von David Richard Hunt zu Escobaria missouriensis umkombiniert. Weitere nomenklatorische Synonyme sind Cactus missouriensis (Sweet) Kuntze (1891), Mammillaria missouriensis Sweet ex K.Schum. (1898), Coryphantha missouriensis (Sweet) Britton & Rose (1913), Neobesseya missouriensis (Sweet) Britton & Rose (1923) und Neomammillaria missouriensis (Sweet) Britton & Rose ex Rydb. (1932).
Es werden folgende Unterarten unterschieden:
- Escobaria missouriensis subsp. missouriensis
- Escobaria missouriensis subsp. asperispina (Boed.) N.P.Taylor

In der Roten Liste gefährdeter Arten der IUCN wird die Art als „Least Concern (LC)“, d. h. als nicht gefährdet geführt.

## Nachweise